# Torneo WTA de Stuttgart 2012
El Torneo de Stuttgart 2012 o Porsche Tennis Grand Prix es un evento de tenis perteneciente a la WTA en la categoría Premier. Se disputa desde el 23 hasta el 29 de abril sobre tierra batida bajo techo.

## Campeones

### Individuales femenino
- María Sharápova vence a  Victoria Azarenka por 6-1, 6-4.

### Dobles femenino
- Iveta Benesova /  Barbora Záhlavová-Strýcová vencen a  Julia Görges /  Anna-Lena Grönefeld por 6-4, 7-5.